# WAKADANNA 3 〜絶対に諦めないよ、オレは!!〜
WAKADANNA 3 〜絶対に諦めないよ、オレは!!〜（わかだんなすりー・ぜったいにあきらめないよ、おれは）は、2014年11月12日に発売された若旦那の3作目のオリジナルアルバム。発売元は徳間ジャパンコミュニケーションズ。

## 概要
- 前作「LIFE IS MOUNTAIN」から約1年2ヶ月振りのオリジナルアルバム。今作はエイベックス内のレーベル「Tank Top Records」から徳間ジャパンコミュニケーションズに移籍しての初のアルバムとなる。
- 初回生産限定盤はCDに加え、リードトラック7曲のミュージックビデオを収録したDVDと2013年12月26日にTSUTAYA O-EASTで行われたワンマンツアー「LIFE IS MOUNTAIN TOUR 2013 〜馬鹿な頭を僕に返してくれ〜」の最終公演の模様と2014年5月25日に下北沢SHELTERで行われたワンマンライブ「バカヤロ vol.2 〜たった一人のバカヤロ修行〜」の模様を収録したDVDを付属した3枚組になっている。

## 収録曲
1. 絶対腐りたくはない
（作詞・作曲：若旦那 / 編曲：松田岳二、橘井健一）
本作のリードトラック曲の一つ。
2. このセカイは美しい
（作詞・作曲：若旦那 / 編曲：松田岳二、橘井健一）
NHK Eテレ『ハートネットTV ブレイクスルー』オープニングテーマ
本作のリードトラック曲の一つ。
3. 誰にも負けたくない
（作詞・作曲：若旦那 / 編曲：松田岳二、橘井健一）
NHK Eテレ『ハートネットTV ブレイクスルー』エンディングテーマ
本作のリードトラック曲の一つ。
4. 壁を壊す時が来た
（作詞・作曲：若旦那 / 編曲：松田岳二、橘井健一）
本作のリードトラック曲の一つ。
2014年5月25日に行われたワンマンライブ「バカヤロ vol.2 〜たった一人のバカヤロ修行〜」で初めて披露された。
5. ツンデレ
（作詞・作曲：若旦那 / 編曲：松田岳二、橘井健一）
本作のリードトラック曲の一つ。
6. サニーボーイ
（作詞・作曲：若旦那 / 編曲：松田岳二、橘井健一）
本作のリードトラック曲の一つ。
7. ロカビリー 〜街が俺の教科書だった〜
（作詞・作曲：若旦那 / 編曲：松田岳二、橘井健一）
若旦那原作・プロデュース作品「センター〜渋谷不良同盟〜」イメージソング
本作のリードトラック曲の一つ。
2014年5月25日に行われたワンマンライブ「バカヤロ vol.2 〜たった一人のバカヤロ修行〜」で初めて披露された。
8. シェリー
（作詞・作曲：尾崎豊 / 編曲：若旦那、橘井健一）
尾崎豊の楽曲のカバー。
9. PLANET WALKER
（作詞：SALU / 作曲：松田岳二 / 編曲：橘井健一）
10. 生きてると、色々あるよね 〜失恋篇〜
（作詞：若旦那 / 作曲：The BK Sound / 編曲：橘井健一）
11. Hey Brother feat. MOOMIN & 前川真吾（かりゆし58）
（作詞：若旦那、MOOMIN、前川真吾、山本直純 / 作曲：The BK Sound、山本直純 / 編曲：橘井健一）
曲の最後に山本直純の童謡「こぶたぬきつねこ」の歌詞の一部とメロディーが使われている。
12. 欲しいものなら(2014.5.25 下北沢SHELTER ver.)
（作詞・作曲：TAKUMA (10-FEET)、若旦那 / 編曲：10-FEET、橘井健一）
2014年5月25日に下北沢SHELTERで行われた『バカヤロ vol.2 〜たった一人のバカヤロ修行〜』でのライブ音源。

### 初回限定盤DVD（Music Video）
1. 絶対腐りたくはない
2. このセカイは美しい
3. 誰にも負けたくない
4. 壁を壊す時が来た
5. ツンデレ
6. サニーボーイ
7. ロカビリー 〜街が俺の教科書だった〜

### 初回限定盤DVD（“バカヤロ”LIVE）
1. OPENING

- LIFE IS MOUNTAIN TOUR 2013 〜馬鹿な頭を僕に返してくれ〜 @TSUTAYAO-EAST

1. LIFE IS MOUNTAIN
2. 俺達の青春
3. 伝えたい事がこんなあるのに
4. それを幸せと呼ぶ
5. 洗濯日和
6. ひとりぼっち
7. 欲しいものなら
8. 俺が俺が〜世界中が敵になっても〜

- バカヤロ vol.2 〜たった一人のバカヤロ修行〜 @下北沢SHELTER

1. このセカイは美しい
2. I don’t wanna turn away 〜男の十の条件〜
3. 誰にも負けたくない
4. 壁を壊す時が来た
5. ロカビリー 〜街が俺の教科書だった〜
6. いのち〜桜の記憶〜